# 青木知四郎

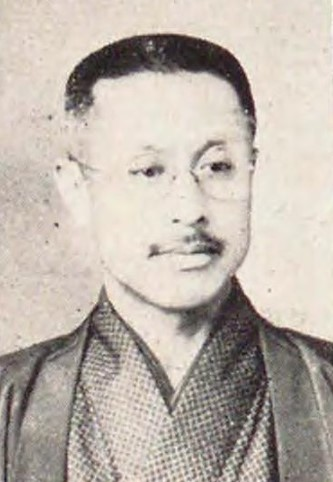
青木知四郎

青木 知四郎（あおき ちしろう、明治13年（1880年）9月7日 - 昭和50年（1975年）2月22日）は、衆議院議員（1期）、鉄道実業家。藍綬褒章受章者。

## 経歴
岐阜県羽島郡、後の上中島村（現羽島市）出身。明治41年（1908年）慶應義塾大学部法律科卒業。1924年（大正13年）の第15回衆議院議員総選挙で岐阜県四区から選出され、立憲民政党に所属。加藤六蔵(愛知)、東郷実(鹿児島)、三橋四郎次(静岡)ら9名と共に農民党議員として知られた。
岐阜県会議員、同参事会員、岐阜県農会議員、同農事協会副会長、羽島郡農会会長、同農事協会長。岐阜製氷、日本絹布会社、濃飛農工銀行各監査役。竹鼻銀行、竹鼻鉄道取締役を経て赤坂通運社長などを歴任した。